# Actinote discrepans
Actinote discrepans är en fjärilsart som beskrevs av D'almeida 1935. Actinote discrepans ingår i släktet Actinote och familjen praktfjärilar. Inga underarter finns listade i Catalogue of Life.